# زبان عربی در ایران
زبان عربی در ایران پیشینه‌ای کهن در ادبیات فارسی و دستور زبان فارسی داشته و دارد و آغاز آن هم‌پایهٔ رشد و گسترش رسمیِ زبان فارسی دری بوده‌است. عربی همچنین از زبان‌های رایج در ایران است. اصل شانزدهم قانون اساسی جمهوری اسلامی ایران نیز به بایستگی آموزش زبان عربی پس از دورهٔ ابتدایی تا پایان دورهٔ متوسطه در همهٔ رشته‌های تحصیلی نظری، اشاره دارد. جز این موارد، زبان عربی نیز برای زبان فارسی در ایران مهم است؛ بنا به دیدگاه داریوش آشوری، «فارسی و عربی چه به عنوانِ دو زبانِ همسایه چه به عنوانِ دو زبان در قلمروِ یک فرهنگِ دینی می‌بایست با یکدیگر رابطه و دادوستد داشته باشند، چنان‌که داشته‌اند، و می‌بایست بسیاری از واژه‌ها را از یکدیگر بگیرند، چنان‌که گرفته‌اند.» همچنین زبان عربی در ایران می‌تواند بخشی از روابط ایران و جهان عرب باشد.
از میان زبان‌های سامی که از خانوادهٔ آفروآسیایی هستند، زبان عربی بیشترین گویشور را در ایران دارد اما درصد اندکی از این گویشوران، آن را به عنوان زبان مادری استفاده می‌کنند. اهمیت اصلی زبان عربی در ایران، از دیدگاه تاریخی و مذهبی است. به دنبال فتح ایران توسط مسلمانان، زبان عربی در عمل اثر فراوانی بر فارسی گذاشت. از آن زمان به بعد، فارسی بخش قابل توجهی از کل واژه‌های عربی را پذیرفت و ساختارهای دستوری را از زبان عربی باستان و در برخی موارد، از عربی محاوره وام گرفت. در زمان حکومت پادشاهی پیشین، تلاش شد تا عناصر زبان عربی از زبان فارسی حذف شود، اما این کوشش با موفقیت اندکی روبرو شد و به دنبال انقلاب ۱۳۵۷، بطورکامل متوقف شد. از آن زمان به بعد، مطالعهٔ زبان عربی کلاسیک، در مدرسه‌های ایرانی مورد تأکید قرار گرفته و زبان عربی همچنان غالب گفتمان دینی (اسلامی ایران) است.

## پیشینه

### قرون وسطی
در سده‌های میانه و دوران طلایی اسلام، زبان عربی به عنوان زبان اول جهان اسلام شناخته می‌شد. در واقع، عربی زبان میانجی/مشترک همهٔ مسلمانان به‌شمار می‌رفت که توانست میراث علمی و فلسفی یونان، ایران باستان و هند و دیگر جای‌ها را در خود بیاورد و آن را به شیوهٔ خود تکمیل کند. «هرکه این زبان را می‌آموخت می‌توانست بر تمامیِ آن میراث دست یابد و خود نیز چه بسا با نوشتنِ کتاب به آن زبان چیزی بر آن بیفزاید». اهمیت دینی زبان عربی، نیز از دلایل اهمیت زبان عربی در ایران است. گفته‌ای از ابومنصور نیشابوری در دیباچهٔ فقه اللغه و سر العربیه به این اهمیت اشاره دارد:
هر کس خدای تعالیٰ را دوست بدارد، پیامبرش را دوست می‌دارد. هر کس پیامبرِ عرب‌زبان را دوست بدارد، مردمِ عرب را دوست می‌دارد. هر کس مردمِ عرب را دوست بدارد، زبانِ عربی را دوست می‌دارد که به این زبان برترین کتاب بر برترینِ مردمان عرب و غیر عرب نازل شد؛ و هر کس زبانِ عربی را دوست بدارد، خود را به آن مشغول وامی‌دارد، نگهدار و پاسبانِ آن و پیوسته بر آن کار است. به آن عنایت می‌ورزد و همّت‌اش را صرفِ آن می‌کند؛ و هرکس که خدا او را به اسلام راهنمایی فرمود و دلش را به آن شادمان کرد، باور بدارد که همانا محمّد ﷺ بهترینِ پیامبران است، اسلام برترینِ ملّت‌ها و عرب بهترین امّت‌هاست. زبانِ عربی بهترینِ زبان‌ها و گویش‌هاست و روی‌آوری بر فهمِ آن از دین‌داری است؛ چرا که ابزاری برای علم است و کلیدِ آموزش در دین است، سببِ صلاحِ معاش و معاد است. سپس، زبانِ عربی برای گردآوردن و فراهم کردنِ بزرگی‌ها و برتری‌هاست؛ برای دست یافتن بر جوانمردی و صفاتِ پسندیده و انسانی است، برای دیگر دانایی‌ها و بزرگی‌ها به مانندِ چشمه‌ای است برای آب، به مانندِ چوبی است که آتش با آن افروزند؛ و اگر بر همهٔ ویژگی‌های این زبان چیرگی و دانایی و ژرف‌نگری نباشد، نیروی یقین در شناختِ اعجازِ قرآن به دست نمی‌آید.
بسیاری از ادیبان ایرانی فارسی‌زبان، اگر می‌توانستند، به زبان عربی اثر می‌آفریدند؛ یا در میانِ آثارشان از زبان عربی سود می‌جستند (مانند جلال‌الدین مولوی در مثنوی).ابوریحان بیرونی در دیباجهٔ کتاب الصیدنه، زبان عربی را برتر از زبانِ خود (زبان خوارزمی) برای متون علمی بیان کرده‌است.
بنا به دیدگاه آذرتاش آذرنوش، زبان عربی در پیوستگی خود با ایران، نقشی دوگانه داشته؛ «در آغاز زبان فارسی توانست انبوهی واژه لازم در زمینه دین و علوم گوناگون را دریافت کند. حتی علوم غربی هم از زبان یونانی به عربی ترجمه و بعد وارد زبان فارسی می‌شد. زبان فارسی طی چند سده توانست از گنجینه زبان عربی در این زمینه استفاده کند و به زبان فارسی هم غنا ببخشد.» سپس، وام‌گیری زبانی از عربی است که تا پیش از تندروی نویسندگان دوران صفوی و قاجاری در آن، «هیچ خللی در زبان فارسی وارد نشد».

### دوران نوین

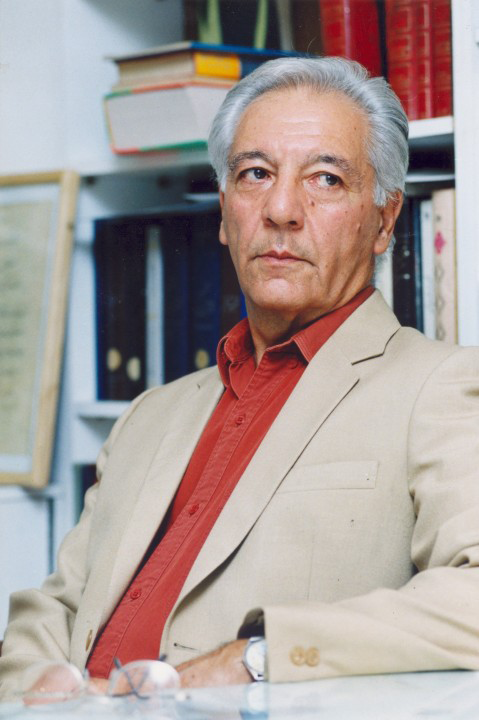
آذرتاش آذرنوش از چهره‌های ماندگار در ادبیات عرب برگزیده شد. او نخستین ایرانی بود که دکترای زبان عربی را گرفت.

در ایران تا پایانِ سدهٔ چهاردم هجریِ قمری نویسندگانی بوده‌اند که در زمینهٔ عرفان و الاهیّات و تفسیر به این زبان کتاب نوشته‌اند «و چه بسا هنوز نیز می‌نویسند.» از حمید عنایت (۱۹۳۲–۱۹۸۲) به‌عنوان نخستین کسی نام می‌برند که دربارهٔ «بایستگی پیوستگی فکری-فرهنگی ایران با جهان عرب» و «آشنایی با دگرگونی‌های علمی-شناختی آنان» سخن گفته و نوشته‌است. دربارهٔ او گفته‌اند که «به زبان عربی نیز می‌خواند و پس از آنکه یک سال در دانشگاه خرطوم (سودان) تدریس کرد عربی حرف زدن را نیز آموخت.»

آذرتاش آذرنوش پژوهشگر و دانشگاهی برجستهٔ ایرانی در زبان و ادبیات عربی نوین است. او نخستین ایرانی است که دکترای زبان عربی گرفت.
ناصر فکوهی در ۲۴ آبان ۱۳۹۳ / ۱۵ نوامبر ۲۰۱۴ بیان داشت که «اکثریت نخبگان ما زبان فارسی را بسیار اندک می‌شناسند و آن‌هایی که بسیار خود را دلبند به زبان فارسی نشان می‌دهند، بیشتر تصورشان از زبان، نوعی دیدگاه شووینیستی سره نویسی است که یادگار دوران پهلوی اول است، یا شاهنامه‌خوانی و … که البته هر کدام ارزش خودشان را دارند، همان‌طور که شعر و ادبیات و اسطوره‌شناسی نیز بسیار با ارزش هستند اما ما آن‌ها را در کژ کارکردهایشان به کار می‌بریم.» و «این امر همان اندازه ابلهانه است که به‌طورمثال یک فرانسوی، زبان یونانی یا لاتین را تحقیر کند. تحقیر عربی، یعنی تحقیر بیش از هزار سال تاریخ ایران.»

## آموزش زبان عربی در ایران
شیوهٔ آموزش رسمی زبان عربی، همواره بحث‌برانگیز بوده‌است. چندگانگی میان آموزش زبان نوین استاندارد عربی، زبان کلاسیک عربی (قرآنی) و گویش‌های عربی در ایران هست. از آنجا که برنامه و سیاست رسمی از آموزش عربی در ایران، یادگیری و آشنایی با متون دینی اسلامی است، گرایش‌ها به زبان کلاسیک عربی (قرآنی) بیشتر است و زبان نوین استاندارد عربی در مدرسه‌ها آموزش داده نمی‌شود، حال اینکه این زبان، کاربرد رسمی در کشورهای عربی دارد.
زبان نوین استاندارد عربی یا گویش‌های عربی پرکاربرد در ایران، از سوی آموزشگاه‌های خصوصی یا دیگر نهادهای فرهنگی وابسته به کشورهای عربی در ایران، آموزش داده می‌شود.

## آثار عربی در ایران
بیش از دو میلیون نسخهٔ خطی عربی در ایران نگهداری می‌شود. سالانه در نمایشگاه بین‌المللی کتاب تهران، بسیاری از ناشران کشورهای عربی به‌ویژه از کویت، مصر، لبنان، عراق و سوریه شرکت دارند و آثار چاپ شدهٔ خود را عرضه می‌کنند.